# DAF Daffodil 30

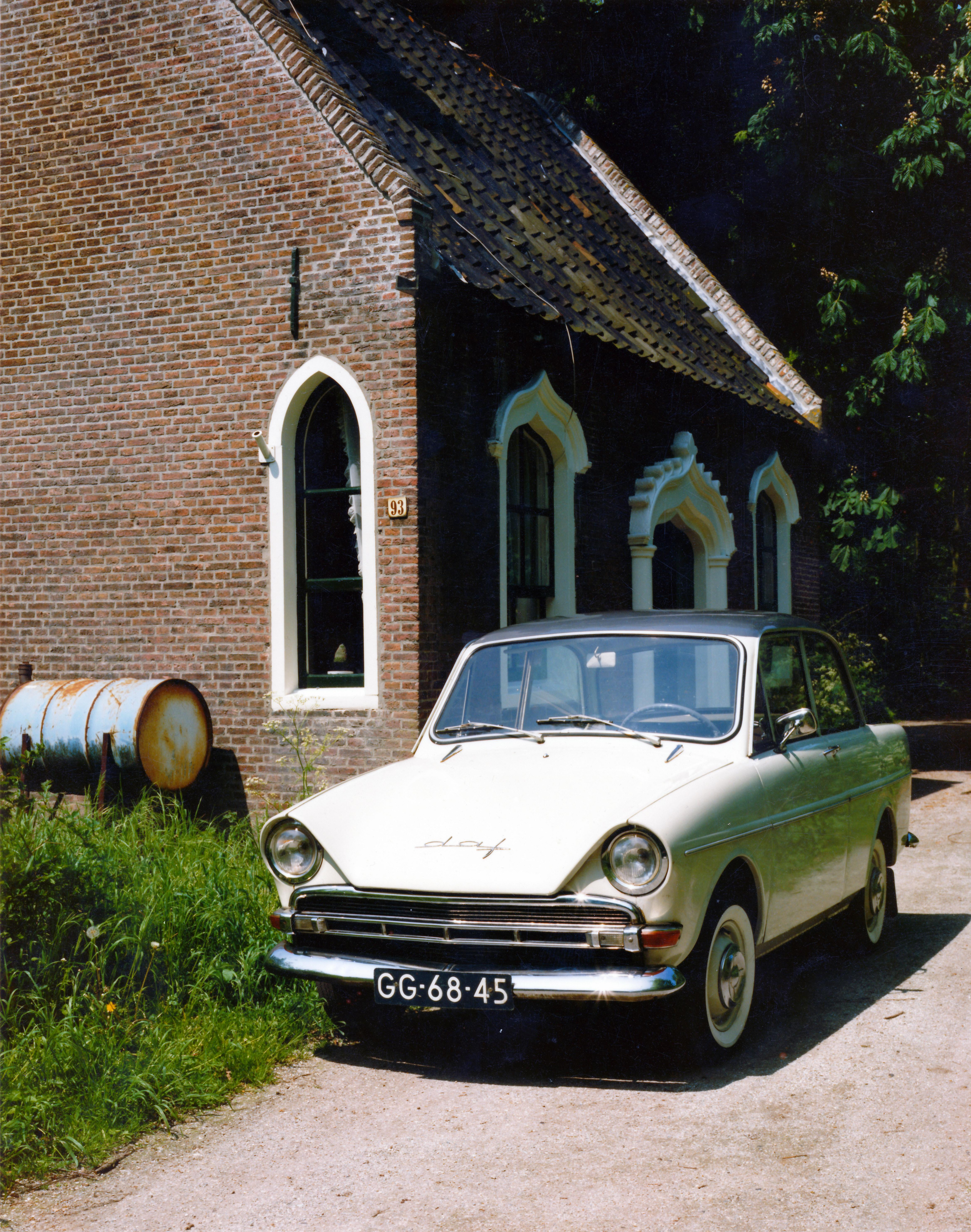
DAF Daffodil 30

De Daf Daffodil 30 is een autotype van Nederlandse autofabrikant DAF. Zij werd in 1961 samen met de DAF 750 gepresenteerd naast de al bestaande DAF 600. De twee nieuwe types hadden de tweecilinder luchtgekoelde boxermotor van de 600, maar met een vergrote cilinderinhoud tot 746 cc (in plaats van 590 cc uit de Daf 600) en die leverde 30 SAE PK in plaats van 22. De Variomatic, de continu variabele transmissie van DAF bleef en werd lichtelijk aangepast door de primaire reductie iets te verminderen (van 1,9:1 naar 1,7:1). Dat alles leverde met name in de acceleratie van 70 naar 85 km/h een tijdwinst op van 30 naar 10 seconden.
De Daffodil 30 was de eerste Daf met de naam Daffodil. De Daf werd in de volksmond gewoon Daffodil genoemd. Binnen DAF en later ook in de literatuur gebruikt men de aanduiding 30 ter onderscheiding van de latere typen Daffodil. Het getal 30 is gebaseerd op het motorvermogen in pk's. Bij latere typen wordt daar steeds 1 bij opgeteld, al bleef het motorvermogen ongewijzigd.

## Exterieur
De Daffodil onderscheidde zich van de 750 door zijn luxe. Dat begon al aan de buitenkant. De Daffodil 30 had vergeleken met de typen 600 en 750 een grille met veel chrome. Deze grille gaf de Daffodil een meer Amerikaans aandoend uiterlijk. In deze grille, binnen de dubbele balk die door het midden loopt, hadden de stadslichten een eigen lamp direct naast de knipperlichten. De knipperlichten vouwden zich om de voorkant van de spatborden heen. Een andere vernieuwing van het exterieur van de Daffodil ten opzichte van de andere types van dat moment waren de grotere driedelige achterlichten. Deze achterlichten bleven uiteindelijk ook bij de latere 32 en 33 aanwezig. De 600 en de 750 hadden kleinere achterlichten. De diep verzonken neus, kenmerkend voor de vroege A-body modellen van DAF bleef en evenals de ronde achterkant van de daklijn en de meer rond aflopende kofferbakdeksel. Op de zijkant van de koffer stond de aanduiding Daffodil.

## Interieur

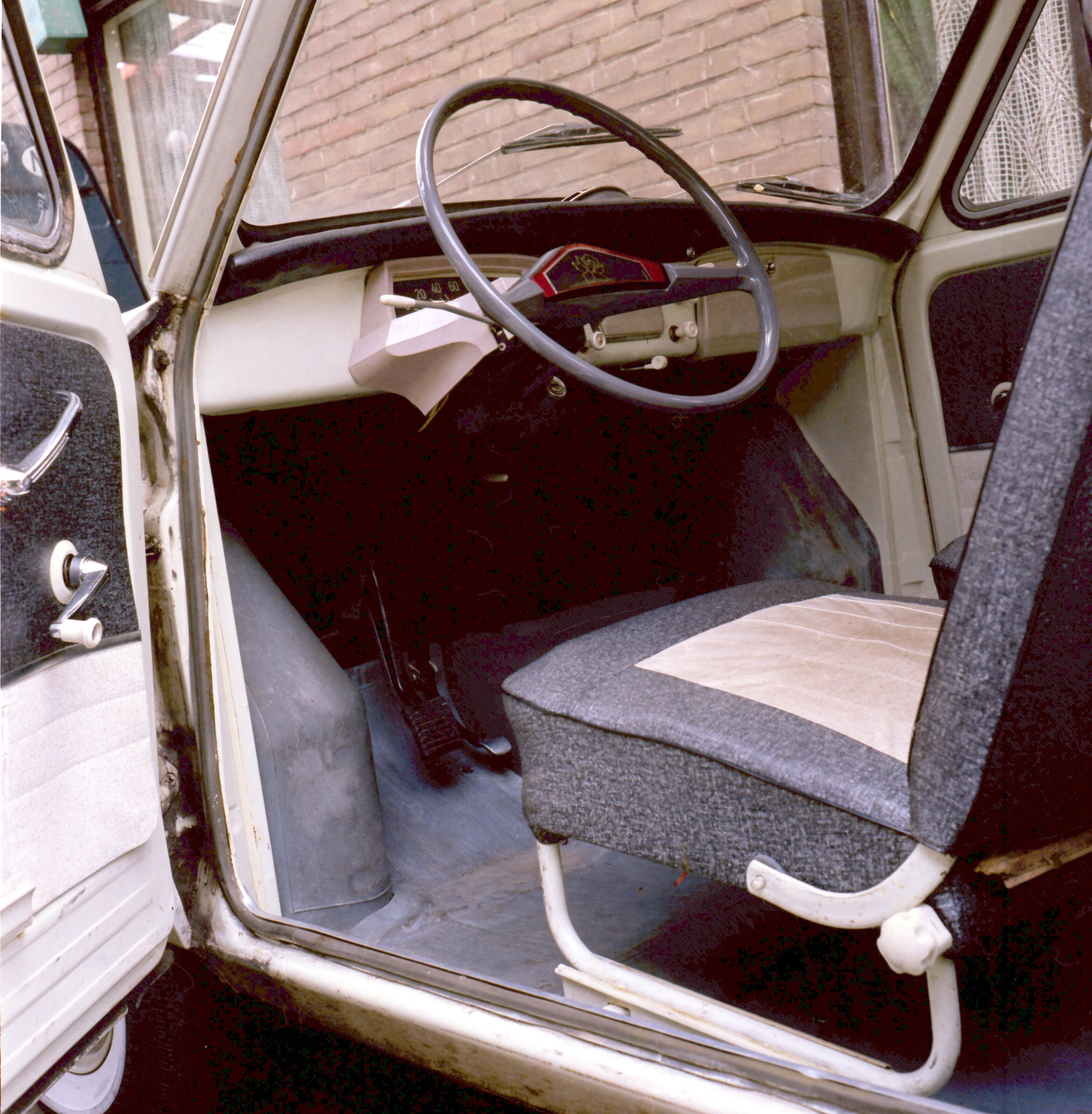
Interieur van de Daffodil 30

Het dashboard van een Daffodil type 30 had een rechthoekige snelheidsmeter. Het stuurwiel had een gele narcis vanwege de naam Daffodil. De stengels voor bedienen van de richtingaanwijzers, de verlichting en de claxon bevonden zich aan de stuurkolom die een bekleding had van kunststof. Deze bekleding vormde een geheel met de snelheidsmeter.

## Prijs
De Daffodil was op dat moment het topmodel van DAF wat betreft personenauto's. Bij presentatie bedroeg de prijs 5150 gulden tegenover 4850 voor de De Luxe versie van de 750 en 4550 gulden voor de De Luxe versie van de 600. Alle drie de modellen werden in 1963 afgelost door de DAF Daffodil 31
| DAF-personenauto's tussen 1950 tot 1980 | DAF-personenauto's tussen 1950 tot 1980 | DAF-personenauto's tussen 1950 tot 1980 | DAF-personenauto's tussen 1950 tot 1980 | DAF-personenauto's tussen 1950 tot 1980 | DAF-personenauto's tussen 1950 tot 1980 | DAF-personenauto's tussen 1950 tot 1980 | DAF-personenauto's tussen 1950 tot 1980 | DAF-personenauto's tussen 1950 tot 1980 | DAF-personenauto's tussen 1950 tot 1980 | DAF-personenauto's tussen 1950 tot 1980 | DAF-personenauto's tussen 1950 tot 1980 | DAF-personenauto's tussen 1950 tot 1980 | DAF-personenauto's tussen 1950 tot 1980 | DAF-personenauto's tussen 1950 tot 1980 | DAF-personenauto's tussen 1950 tot 1980 | DAF-personenauto's tussen 1950 tot 1980 | DAF-personenauto's tussen 1950 tot 1980 | DAF-personenauto's tussen 1950 tot 1980 | DAF-personenauto's tussen 1950 tot 1980 | DAF-personenauto's tussen 1950 tot 1980 | DAF-personenauto's tussen 1950 tot 1980 | DAF-personenauto's tussen 1950 tot 1980 | DAF-personenauto's tussen 1950 tot 1980 | DAF-personenauto's tussen 1950 tot 1980 | DAF-personenauto's tussen 1950 tot 1980 | DAF-personenauto's tussen 1950 tot 1980 | DAF-personenauto's tussen 1950 tot 1980 | DAF-personenauto's tussen 1950 tot 1980 | DAF-personenauto's tussen 1950 tot 1980 |      |
| --------------------------------------- | --------------------------------------- | --------------------------------------- | --------------------------------------- | --------------------------------------- | --------------------------------------- | --------------------------------------- | --------------------------------------- | --------------------------------------- | --------------------------------------- | --------------------------------------- | --------------------------------------- | --------------------------------------- | --------------------------------------- | --------------------------------------- | --------------------------------------- | --------------------------------------- | --------------------------------------- | --------------------------------------- | --------------------------------------- | --------------------------------------- | --------------------------------------- | --------------------------------------- | --------------------------------------- | --------------------------------------- | --------------------------------------- | --------------------------------------- | --------------------------------------- | --------------------------------------- | --------------------------------------- | ---- |
| Type                                    | 1950                                    | 1950                                    | 1950                                    | 1950                                    | 1950                                    | 1950                                    | 1950                                    | 1950                                    | 1950                                    | 1950                                    | 1960                                    | 1960                                    | 1960                                    | 1960                                    | 1960                                    | 1960                                    | 1960                                    | 1960                                    | 1960                                    | 1960                                    | 1970                                    | 1970                                    | 1970                                    | 1970                                    | 1970                                    | 1970                                    | 1970                                    | 1970                                    | 1970                                    | 1970 |
| Type                                    | 0                                       | 1                                       | 2                                       | 3                                       | 4                                       | 5                                       | 6                                       | 7                                       | 8                                       | 9                                       | 0                                       | 1                                       | 2                                       | 3                                       | 4                                       | 5                                       | 6                                       | 7                                       | 8                                       | 9                                       | 0                                       | 1                                       | 2                                       | 3                                       | 4                                       | 5                                       | 6                                       | 7                                       | 8                                       | 9    |
| A-body                                  |                                         |                                         |                                         |                                         |                                         |                                         |                                         |                                         |                                         | 600                                     | 600                                     | 600                                     | 600                                     |                                         |                                         |                                         |                                         |                                         |                                         |                                         |                                         |                                         |                                         |                                         |                                         |                                         |                                         |                                         |                                         |      |
| A-body                                  |                                         |                                         |                                         |                                         |                                         |                                         |                                         |                                         |                                         |                                         | 750                                     |                                         |                                         |                                         |                                         |                                         |                                         |                                         |                                         |                                         |                                         |                                         |                                         |                                         |                                         |                                         |                                         |                                         |                                         |      |
| A-body                                  |                                         |                                         |                                         |                                         |                                         |                                         |                                         |                                         |                                         |                                         |                                         | 30                                      | 30                                      | 31                                      | 31                                      | 32                                      | 32                                      | 33                                      | 33                                      | 33                                      | 33                                      | 33                                      | 33                                      | 33                                      |                                         |                                         |                                         |                                         |                                         |      |
| B-body                                  |                                         |                                         |                                         |                                         |                                         |                                         |                                         |                                         |                                         |                                         |                                         |                                         |                                         |                                         |                                         |                                         | 44                                      | 44                                      | 44                                      | 44                                      | 44                                      | 44                                      | 44                                      | 44                                      | 46                                      | 46                                      |                                         |                                         |                                         |      |
| B-body                                  |                                         |                                         |                                         |                                         |                                         |                                         |                                         |                                         |                                         |                                         |                                         |                                         |                                         |                                         |                                         |                                         |                                         |                                         | 55                                      | 55                                      | 55                                      | 55                                      | 66                                      | 66                                      | 66                                      |                                         |                                         |                                         |                                         |      |